# Cimanggu (Pandeglang)
Cimanggu is een bestuurslaag in het regentschap Pandeglang van de provincie Banten, Indonesië. Cimanggu telt 2696 inwoners (volkstelling 2010).